# 5,7,4'-三甲氧基黄烷
5,7,4'-三甲氧基黄烷是一种有机化合物，分子式C
18H
20O
4，属于黄烷衍生物，存在于一些黄脂木属（Xanthorrhoea）植物中。